# Дуно
Дуно (італ. Duno) — муніципалітет в Італії, у регіоні Ломбардія, провінція Варезе.
Дуно розташоване на відстані близько 540 км на північний захід від Рима, 65 км на північний захід від Мілана, 14 км на північний захід від Варезе.
Населення — 141 особа (2014).
Щорічний фестиваль відбувається 13 січня. Покровитель — San Giuliano e Basilissa.

## Демографія
Населення за роками:

Станом на 1 січня 2023 року в муніципалітеті офіційно проживало 8 іноземців з 8 країн, серед них 4 громадяни країн Євросоюзу.

## Сусідні муніципалітети
- Бриссаго-Вальтравалья
- Казальцуїньо
- Кассано-Валькувія
- Кувельйо
- Мезенцана
- Порто-Вальтравалья